# Милан Миленков
Милан Миленков Ангелов е български революционер, деец на Вътрешната македоно-одринска революционна организация.

## Биография
Милан Миленков е роден в 1874 година в светиниколското село Сопот. Негов сестрин син е деецът на ММТРО Благой Монев (1904 – 1929). Още млад се присъединява към ВМОРО и както сам казва, „отворено съм работил чрез народа на одържаване на българския национален дух и чрез народа съм давал пълна надежда за освобождението, и че ще дойде ден, че ще огрее българско свободно слънце“. Става селски войвода и ръководител на Организацията. Затварян е, мъчен и изнасилван. В 1903 година е заловен и осъден на 101 години затвор. Лежи в затвора до Младотурската революция от 1908 година, когато е амнистиран.
След като Светиниколско попада в Сърбия в 1913 година, Миленков продължава да се занимава с революционна дейност.
На 2 март 1943 година, като жител на Свети Николе, подава молба за българска народна пенсия, която е одобрена и пенсията е отпусната от Министерския съвет на Царство България.